# Embragatge centrífug

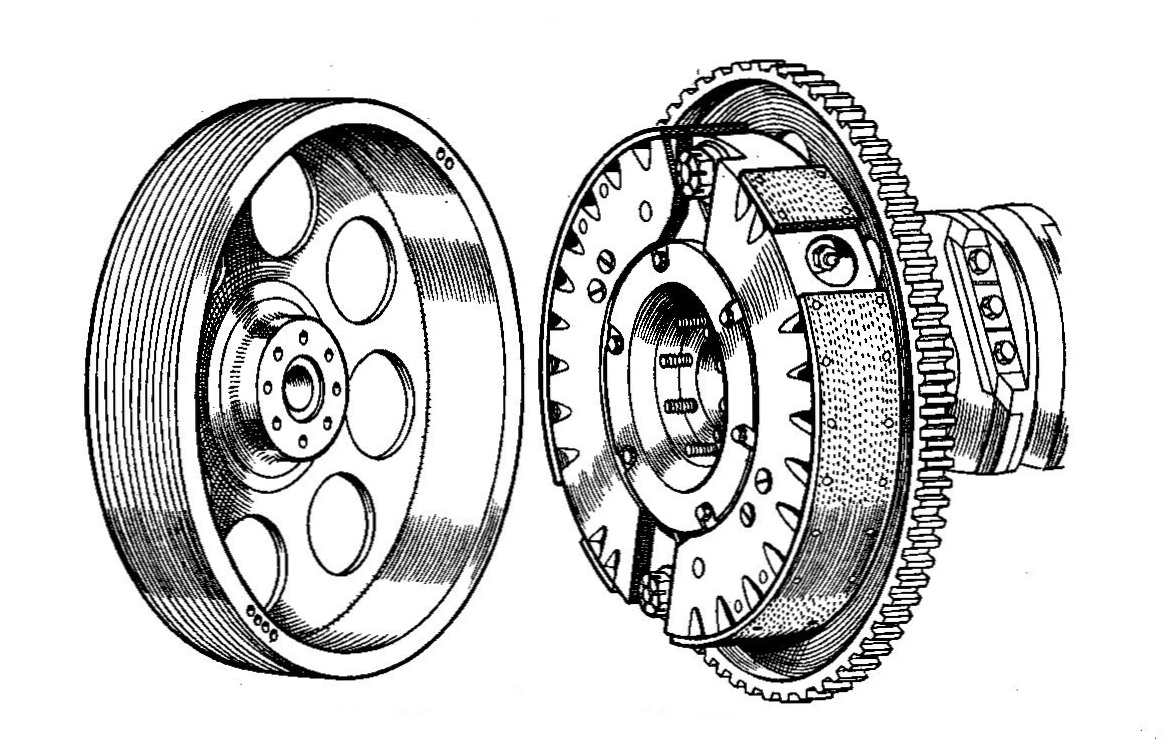
"Embragatge de trànsit" del cotxe Talbot dels anys trenta

Un embragatge centrífug és un embragatge automàtic que utilitza la força centrífuga per operar. L'eix de sortida es desconnecta a baixa velocitat de rotació i es compromet més a mesura que augmenta la velocitat. Sovint s'utilitza en ciclomotors, troncos, tallagespes, karts, motoserres, mini bicicletes i alguns paramotors i vaixells per evitar que el motor s'aturés quan l'eix de sortida es ralenteix o s'atura bruscament i per eliminar la càrrega en arrencar i al ralentí.. S'ha substituït per a aplicacions d'automoció mitjançant l'acoblament de fluid.

## Funcionament

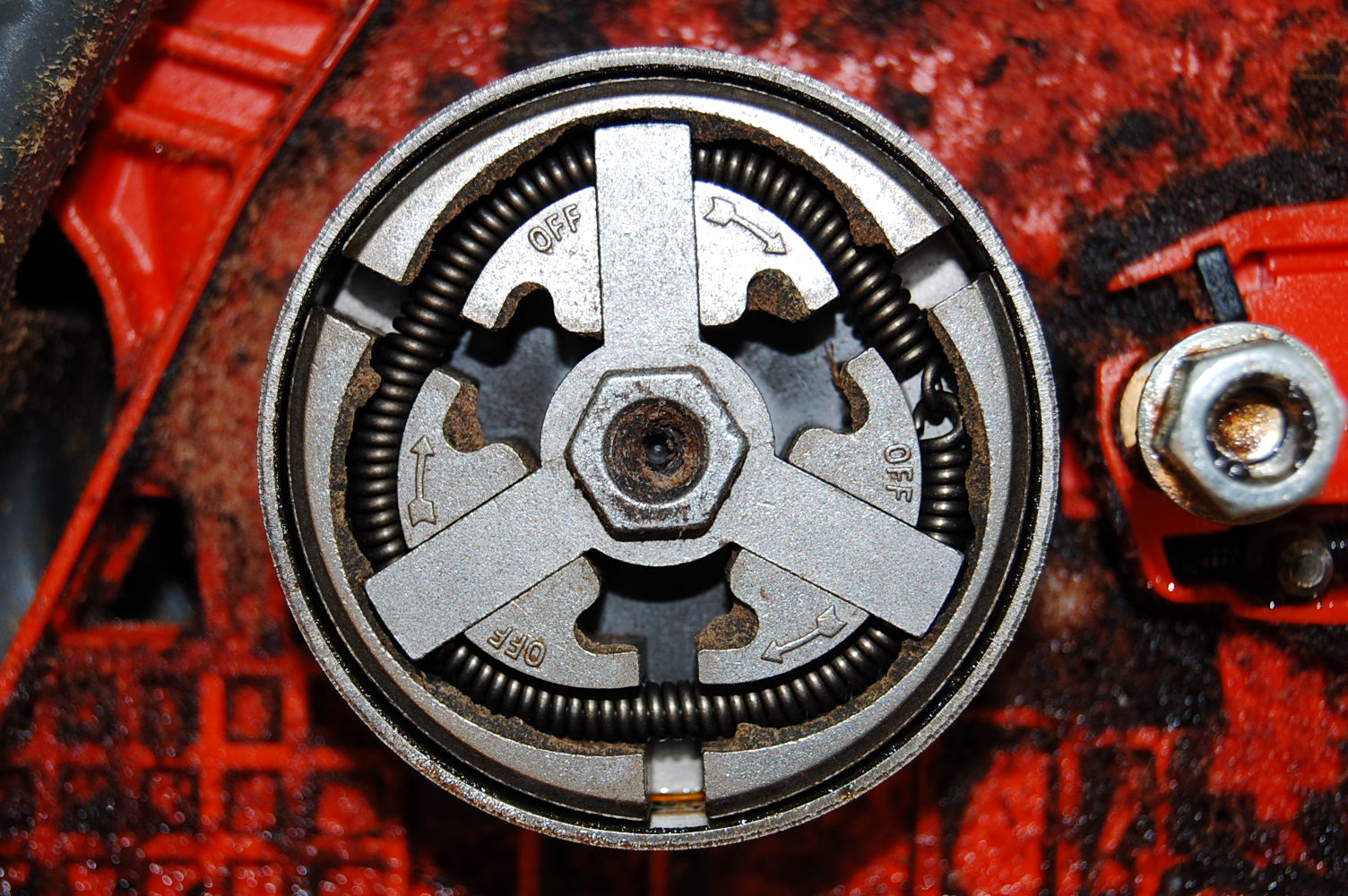
Un embragatge de motoserra. La cadena envolta un pinyó darrere de l'embragatge que gira amb el tambor exterior.

L'entrada de l'embragatge està connectada a l’ eix del cigonyal del motor, mentre que la sortida pot accionar un eix, una cadena o una corretja. A mesura que augmenten les revolucions del motor per minut, els braços ponderats de l'embragatge giren cap a l'exterior i obliguen l'embragatge a enganxar-se. Els tipus més comuns tenen coixinets de fricció o sabates muntats radialment que s'enganxen a l’interior de la vora d’una carcassa. A l'eix central, hi ha un nombre variat de molles extensores, que es connecten a una sabata d'embragatge. Quan l'eix central gira prou ràpidament, les molles s'estenen fent que les sabates d’embragatge s'enganxin a la cara de fricció. Es pot comparar amb un fre de tambor al revés. Aquest tipus es pot trobar a la majoria de karts, equips per a gespa i jardí de fabricació domèstica, models de vehicles alimentats amb combustible i motoserres de baixa potència.
Un altre tipus utilitzat en els karts de carreres té discs de fricció i embragatge apilats junts com un embragatge de moto. Els braços ponderats forcen aquests discos junts i enganxen l'embragatge. Quan el motor aconsegueix una determinada velocitat, l'embragatge s'activa, funcionant una mica com una transmissió variable contínuament. A mesura que augmenta la càrrega, la velocitat baixa, desenganxant l'embragatge, deixant que la velocitat pugi de nou i tornant a engreixar l'embragatge. Si s'ajusta correctament, l'embragatge tendeix a mantenir la velocitat al o a prop del parell màxim del motor. Això resulta en una mica de calor residual, però en una àmplia gamma de velocitats és molt més útil que una unitat directa en moltes aplicacions.

## Història

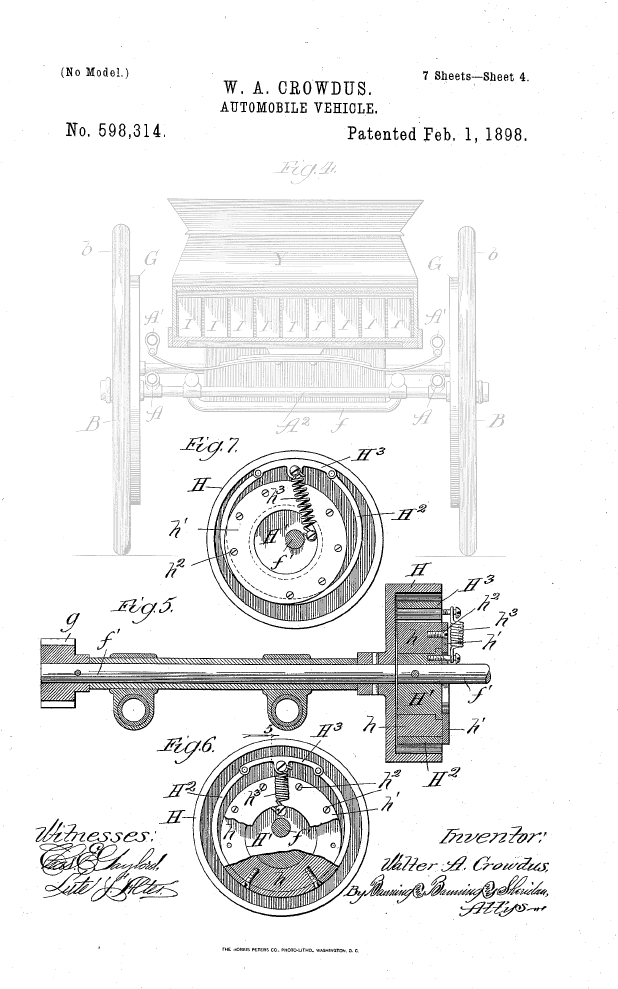
Un embragatge centrífug mostrat en una sol·licitud de patent, 1898

Els embragatges centrífugs s'utilitzaven en locomotores ferroviàries abans de 1858, i es feien referència (en relació amb motors elèctrics) en una patent de 1899.
Als Estats Units es va emetre una patent per a un embragatge centrífug per a automoció (d'un vehicle elèctric) el 1898.
Hi ha un disseny per a un "embragatge automàtic" de joguina a la revista Meccano de juny de 1934.
Els cotxes Armstrong Siddeley presentaven embragatges automàtics (centrífugs) a partir del 1936.
A Thomas Fogarty, a qui també se li atribueix la invenció del catèter de globus, se li atribueix la invenció d’un embragatge centrífug per a petites aplicacions de motors als anys quaranta.

## Tipus de canvi automàtic
- Saxomat
- Hycomat